# Llorenç Clar Salvà
Llorenç Clar Salvà (segle xx, Llucmajor, Mallorca) fou un polític mallorquí de la Falange Española i batle de Llucmajor entre 1954 i 1959, durant la dictadura franquista.
Llorenç Clar, nascut a Llucmajor a principis del segle XX i de professió pagès, fou un dels fundadors de la secció local de la Falange Española a Llucmajor el 1934 i en fou nomenat el primer cap. Fou substituït l'abril de 1935 per Antoni Cirerol. Durant el març de 1936 cedí les seves terres de la seva possessió Vallgornera Vell, perquè les milícies falangistes realitzassin les primeres pràctiques de tir a Mallorca. El 14 d'abril de 1936 fou detingut a Llucmajor, juntament amb altres falangistes, a causa dels enfrontaments amb simpatitzants i afiliats del Front Popular. Fou alliberat per milicians falangistes del castell de Sant Carles, on es trobava empresonat, juntament amb el seu cap Alfonso de Zayas, el mateix dia del cop d'estat del 18 de juliol de 1936, que inicià la Guerra Civil.
El 19 de juliol de 1936 el nou governador civil, Luis García Ruiz, nomenà una junta gestora a l'ajuntament de Llucmajor, de la qual n'era batle Miquel Munar Calafat i 3r tinent de batle Llorenç Clar. El 29 d'octubre, el governador civil Mateu Torres nomenà batle Antoni Garcias Garau i Llorenç Clar passà a ser 1r tinent batle. El 1940, essent 1r tinent batle, fou batle accidental després de la dimissió de Joan Roig Garcies i fins al nomenament de Jaume Morey Pol. El 1954 fou nomenat batle de Llucmajor, càrrec que ocupà fins al 1959.